# Hoàng My
Vũ Thị Hoàng My (sinh ngày 13 tháng 11 năm 1988) là Á hậu 1 cuộc thi Hoa hậu Việt Nam 2010 và đại diện đầu tiên của Việt Nam tham dự hai đấu trường sắc đẹp lớn nhất thế giới Hoa hậu Hoàn vũ 2011 và Hoa hậu Thế giới 2012. Cô từng là sinh viên khoa thiết kế đa truyền thông trường Đại học RMIT Việt Nam, cô đạt học bổng khoa diễn xuất 1 năm và học bổng khoa cử nhân nghệ thuật chuyên ngành làm phim tại Học viện Điện ảnh New York. Cô là một trong bảy thành viên ban giám khảo chính của cuộc thi Hoa hậu Hoàn vũ Việt Nam 2017 và Hoa hậu Hoàn vũ Việt Nam 2022.

## Đấu trường sắc đẹp

### Hoa hậu Việt Nam 2010
Với sự tự tin và tri thức vốn có, cô đã hoàn toàn chinh phục được ban giám khảo trong phần thi ứng xử và đạt được danh hiệu Á hậu 1 cuộc thi Hoa hậu Việt Nam 2010, ngôi vị hoa hậu thuộc về thí sinh Đặng Thị Ngọc Hân và Á hậu 2 là Đặng Thùy Trang.
- Câu hỏi: "Bạn biết gì về Hạ Long, nơi đang diễn ra cuộc thi Hoa hậu Việt Nam 2010?"
- Trả lời: "Hạ Long là nơi giao thoa giữa đất trời, sông nước, mang vẻ đẹp rất hùng vĩ và dễ dàng chạm được tới trái tim con người. Đã hai lần Hạ Long được công nhận là Di sản Thiên nhiên Thế giới và hơn nữa, Hạ Long đang ở trong top bình chọn 7 kỳ quan thiên nhiên thế giới mới. Đối với riêng em, sau nhiều năm quay lại Hạ Long cho em cảm giác như mình được gặp lại cố nhân."

Ngoài ra Hoàng My còn lọt vào chung kết phần thi Hoa hậu Tài năng với vũ điệu múa công. Cô được biết đến như một cô gái luôn nổi bật và người đẹp giỏi tiếng Anh.

### Hoa hậu Hoàn vũ 2011

Hoàng My tại Hoa hậu Hoàn vũ 2011

Hoàng My được cấp phép đại diện cho Việt Nam tham gia cuộc thi Hoa hậu Hoàn vũ 2011 tổ chức tại São Paulo, Brazil. Dù có phong độ ổn định, nằm trong danh sách yêu thích nhưng trong đêm chung kết, cô không lọt vào Top 16 người đẹp nhất. Thí sinh giành vương miện năm đó là Leila Lopes đến từ Angola.

### Hoa hậu Thế giới 2012
Hoàng My một lần nữa được chọn lựa đại diện Việt Nam tham gia cuộc thi Hoa hậu Thế giới 2012 tại Nội Mông, Trung Quốc. Với phong độ ổn định, cô lọt vào Top 40 Hoa hậu Bãi biển, Top 60 Hoa hậu Siêu mẫu, top người đẹp có phần thi ứng xử cao điểm nhất và luôn trong top nhất nhì ba giải bình chọn Hoa hậu Truyền thông. Dù thể hiện trong cuộc thi khá tốt nhưng trong đêm chung kết cô vẫn không lọt vào Top 30. Thí sinh giành được vương miện năm đó là Hoa hậu nước chủ nhà, cô Vu Văn Hà.

Hoàng My trong phần thi Thể thao tại cuộc thi Hoa hậu Thế giới 2012

## Các mốc sự kiện
- 2022 - Diễn Viên Series phim Toạ Độ Hạnh Phúc
- 2022 - Giám khảo cuộc thi Hoa hậu Hoàn vũ Việt Nam 2022
- 2022 - Tham gia truyền hình thực tế Vietnam Why Not - Giành quán quân cùng Team Khăn Rằn
- 2021 - Tham gia đội tình nguyện viên tuyến đầu chống dịch
- 2017 - Giám khảo cuộc thi Hoa hậu Hoàn vũ Việt Nam 2017
- 01/2016-hiện tại - Nhà sản xuất, đạo diễn bộ phim Giải Mã Trí Tuệ Do Thái, Israel.
- 10/2015 - Giám đốc đối ngoại cuộc thi Hoa hậu Hoàn vũ Việt Nam 2015.
- 09/2015 - Đại sứ/vận động viên cự ly 21 km cuộc thi Marathon vượt núi tại Sapa - Vietnam Mountain Marathon 2015
- 05/2015 - Đại sứ/vận động viên cự ly 21 km cuộc thi thể thao quốc tế VNG Ironman 70.3 Việt Nam tại Đà Nẵng
- 01/2013 - Du học diễn xuất và làm phim tại Học viện Điện ảnh New York, Universal Studio, Mỹ với học bổng từ cuộc thi Hoa hậu Hoàn Vũ.[cần dẫn nguồn]
- 09/2012 - Người đồng hành cùng đầu bếp Yancancook trong chương trình "Khám phá Việt Nam Cùng Martin Yan".[cần dẫn nguồn]
- 05/2012 - Tham dự liên hoan phim Cannes lần thứ 65 tại Pháp.[cần dẫn nguồn]
- 04/2012 - Phỏng vấn các siêu sao và đạo diễn trong bộ phim bom tấn "Biệt Đội Siêu Anh Hùng".[cần dẫn nguồn][3]
- 03/2012 - Tham gia Bước Nhảy Hoàn Vũ Việt Nam.[cần dẫn nguồn]
- 08/2012 - Đại diện Việt Nam tham gia Hoa hậu Thế giới 2012 tại Nội Mông, Trung Quốc.[cần dẫn nguồn]
- 08/2011 - Đại diện Việt Nam tham gia Hoa hậu Hoàn vũ 2011 tại Sao Paulo, Brazil.[cần dẫn nguồn]
- 08/2010 - Tham gia Hoa hậu Việt Nam 2010 tại Vịnh Hạ Long, Việt Nam[cần dẫn nguồn]

## Các hoạt động xã hội
- Ủng hộ Quỹ Khuyến Học Báo Tiền Phong[cần dẫn nguồn]
- Cấp học bổng cho các trẻ em nghèo trường trung học Nguyễn Thượng Hiền[cần dẫn nguồn]
- Kêu gọi giúp đỡ người dân vùng lũ Quảng Bình[cần dẫn nguồn]
- Đại sứ Hoàn Vũ tổ chức Phẫu thuật Nụ cười[cần dẫn nguồn]
- Xậy dựng thư viện cho trẻ em ngheo qua chương trình Chạy Vì Tri Thức[cần dẫn nguồn]
- Đại sứ chương trình "Kết Nối Yêu Thương" 2012 - chương trình xây thư viện cho trẻ em nghèo ở vùng biên giới tỉnh Tây Ninh - của ĐH Ngoại Thương HCM[cần dẫn nguồn]